# Placosaris callistalis
Placosaris callistalis là một loài bướm đêm trong họ Crambidae.